# Шейді-Сайд (Меріленд)
Шейді-Сайд (англ. Shady Side) — переписна місцевість (CDP) в США, в окрузі Енн-Арундел штату Меріленд. Населення — 5806 осіб (2020).

## Географія
Шейді-Сайд розташоване за координатами 38°49′39″ пн. ш. 76°31′6″ зх. д. / 38.82750° пн. ш. 76.51833° зх. д. (38.827619, -76.518247).  За даними Бюро перепису населення США в 2010 році переписна місцевість мала площу 20,74 км², з яких 17,51 км² — суходіл та 3,23 км² — водойми.

## Демографія
Згідно з переписом 2010 року, у переписній місцевості мешкали 5803 особи в 2239 домогосподарствах у складі 1626 родин. Густота населення становила 280 осіб/км².  Було 2588 помешкань (125/км²).
Расовий склад населення:
| - 85,5 % — білих - 10,7 % — чорних або афроамериканців - 0,9 % — азіатів - 0,3 % — корінних американців |

До двох чи більше рас належало 1,9 %. Частка іспаномовних становила 2,4 % від усіх жителів.
За віковим діапазоном населення розподілялося таким чином: 23,7 % — особи молодші 18 років, 65,0 % — особи у віці 18—64 років, 11,3 % — особи у віці 65 років та старші. Медіана віку мешканця становила 42,5 року. На 100 осіб жіночої статі у переписній місцевості припадало 102,4 чоловіків;  на 100 жінок у віці від 18 років та старших — 98,8 чоловіків також старших 18 років.
Середній дохід на одне домашнє господарство  становив 108 047 доларів США (медіана — 96 406), а середній дохід на одну сім'ю — 118 029 доларів (медіана — 100 179). За межею бідності перебувало 5,6 % осіб, у тому числі 10,5 % дітей у віці до 18 років та 0,0 % осіб у віці 65 років та старших.
Цивільне працевлаштоване населення становило 3499 осіб. Основні галузі зайнятості: освіта, охорона здоров'я та соціальна допомога — 16,0 %, публічна адміністрація — 14,9 %, роздрібна торгівля — 13,3 %, будівництво — 13,1 %.